# Pehr Gustaf Landgren

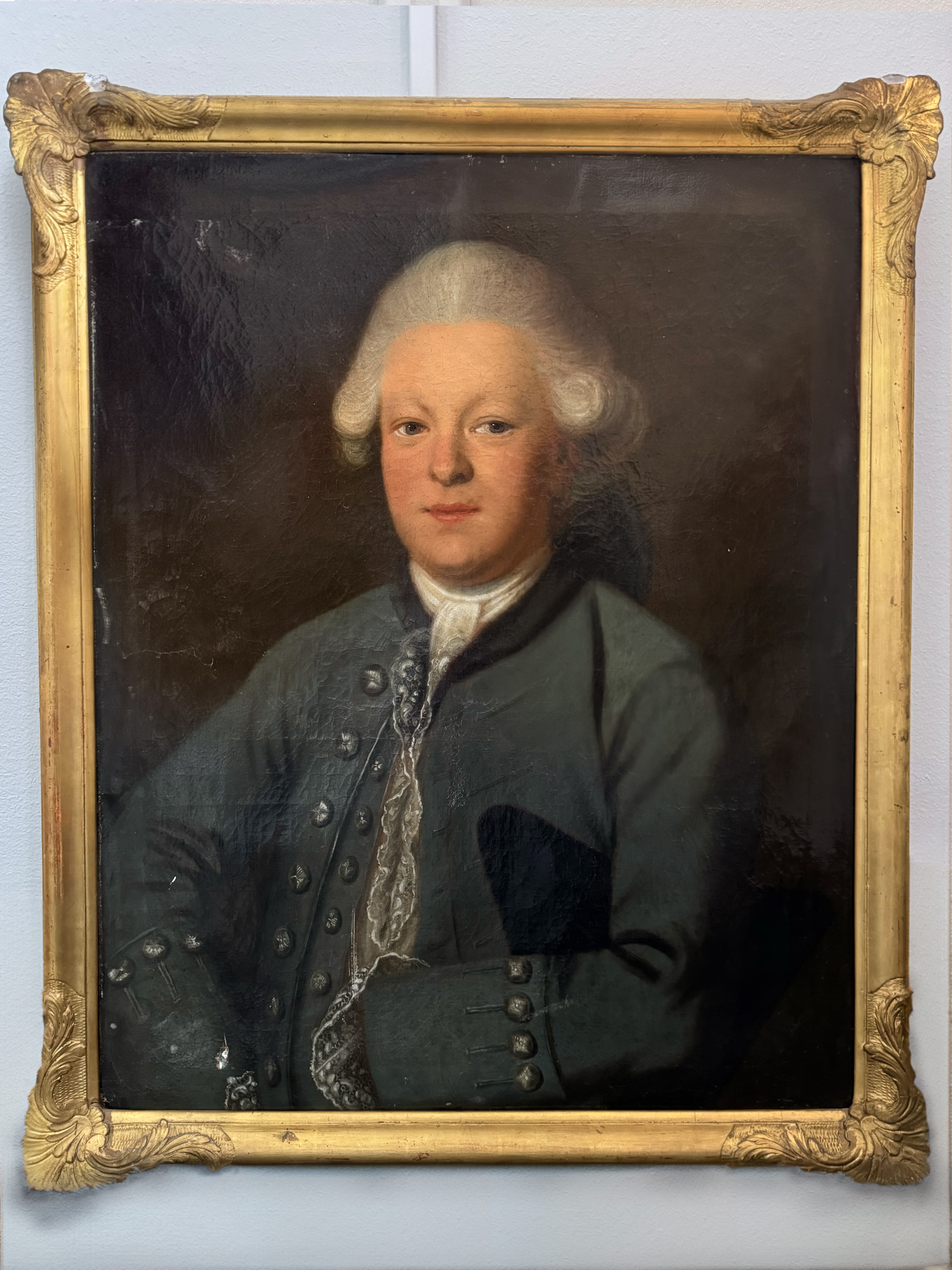
Pehr Gustaf Landgren 26 år gammal. Målad av en T. Fiellström.

Pehr Gustaf Landgren, född den 16 januari 1743 i Vittskövle, död den 19 januari 1802 i Simrishamn, var borgmästare i Simrishamn från den 8 december 1763 till den 8 oktober 1799 och riksdagsman i borgarståndet 1765–1792.
Han var rojalist och stödde Gustav III. Han var gift med Anna Sara Blanxius och fick flera barn. Däribland Strickard Christian Landgren och Eric Landgren, som också var borgmästare i staden, samt August Landegren, som var borgmästare i Södertälje och senare häradshövding i Göinge.